# Zutuhil
Los Tz'utujil son un pueblo de tradición maya, originaria de Guatemala y de lengua quicheana, que habitan la región del sur del lago de Atitlán en las tierras altas del departamento de Sololá y en algunos municipios de tierras bajas del departamento de Suchitepéquez en la República de Guatemala. El Reino Tz’utujil fue uno de los pueblos más antiguos que habitó en las tierras bajas de Guatemala. Actualmente, es una comunidad muy amplia que recorre diferentes municipios y departamentos del país.

## Otros nombres
Aparecen también en las fuentes como tzutujiles, zutuhiles, zotoniles y tz'utujil, esta última de acuerdo con la forma ortográfica acorde con las reglas de escritura aprobadas por la Academia de Lenguas Mayas de Guatemala (los de la flor del maíz).

## Historia
Según el Popol Vuh, libro sagrado de los quichés de Chichicastenango, los zutuhiles llegaron a la región del lago en los albores del siglo XIII procedentes de Tulan, mítica ciudad de donde salieron junto con sus hermanos quichés y cachiqueles para fundar sus respectivas ciudades, las cuales fueron dedicadas a los dioses patronales de cada pueblo en el amanecer de un día sagrado realizando una ceremonia en la cima de un cerro atávico.
Los zutuhiles aparecen nombrados en el Popol Vuh como los de Ajtziquinahay (los de la casa del pájaro), en referencia al cargo de su gobernante principal, quien era realmente el que ostentaba el título de Ajtziquinahay, dado que su linaje estaba relacionado con un ave mitológica y el templo ubicado en la cima del cerro de Chutnamit —a los pies del volcán de San Pedro a la orilla del lago de Atitlán— era considerado como su nido, de tal forma que la ciudad establecida en el cerro de Chutnamit adquiere en el Popol Vuh el nombre del Ajtziquinahay y por extensión se aplica este nombre a todos sus súbditos.

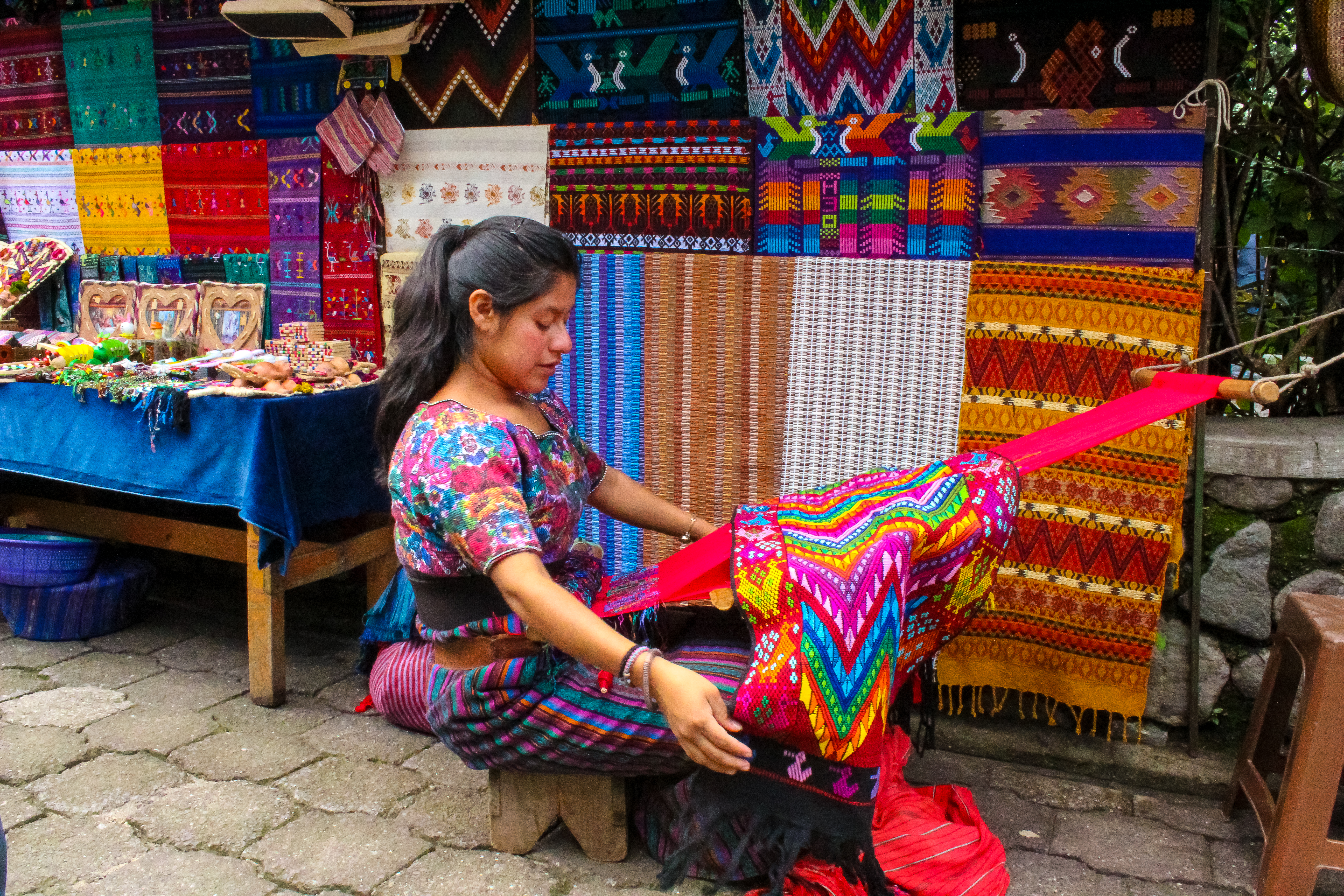
Una mujer tejedora Tzu'utijil con su ropa tradicional, y vendiendo ropa tradicional.

Ante la inminente conquista de Chutnamit por parte de Pedro de Alvarado, en 1524 el ajtziquinahay huyó junto con la mayoría de los habitantes de la ciudad hacia las montañas aledañas, donde según la tradición, tras consultar en asamblea a los jefes de los linajes de su pueblo y ante las noticias de la crueldad con que habían sido conquistados sus aliados quichés —a quienes ayudaron a defenderse de la conquista española enviando al guerrero zutuhil Tepepul y sus hombres a participar en la defensa del El Quiché junto al capitán Tecún Umán de Q'umarkaj (Utatlán)—, realizaron los rituales de invocación a sus oráculos y decidieron aceptar la soberanía del emperador Carlos V y el cristianismo como religión del nuevo estado colonial. De tal forma se funda el pueblo de Santiago Atitlán bajo la advocación del santo guerrero de los españoles, el caballero Santiago Matamoros, santo patrón de los soldados castellanos a las órdenes de Pedro de Alvarado, ya que el ajtziquinahay fue bautizado con el nombre del conquistador como Pedro Ajtziquinhay. Desde entonces el pueblo es conocido como su lengua, zutuhil, y rinden culto a Santiago, como nuevo nahual de Pedro Ajtziquinhay, señor de los zutuhiles.
Existen numerosos estudios sobre la historia y la cultura de los zutuhiles, siendo los pueblos de Santiago Atitlán y de San Pedro la Laguna los que más han llamado la atención de los investigadores, en parte por ser estas poblaciones las de mayor densidad de población hablante de zutuhil y donde las manifestaciones culturales mesoamericanas están presentes con especial arraigo. En este contexto, son famosos los tejidos principalmente realizados por las mujeres tz'utujiles, aunque los varones también realizan esta actividad. En estos pueblos mayas son también destacables las escuelas de pintores y talladores de madera.
De particular interés es el culto de los zutuhiles a la figura de Rilaj Maam (Abuelo-Abuela) conocido también como Maximón, una deidad de origen maya que refiere al milenario culto mesoamericano a los nahuales.